# Eustorgio di Milano
Eustorgio di Milano (... – Milano, 18 settembre IV secolo) fu vescovo di Milano verso la metà del IV secolo.

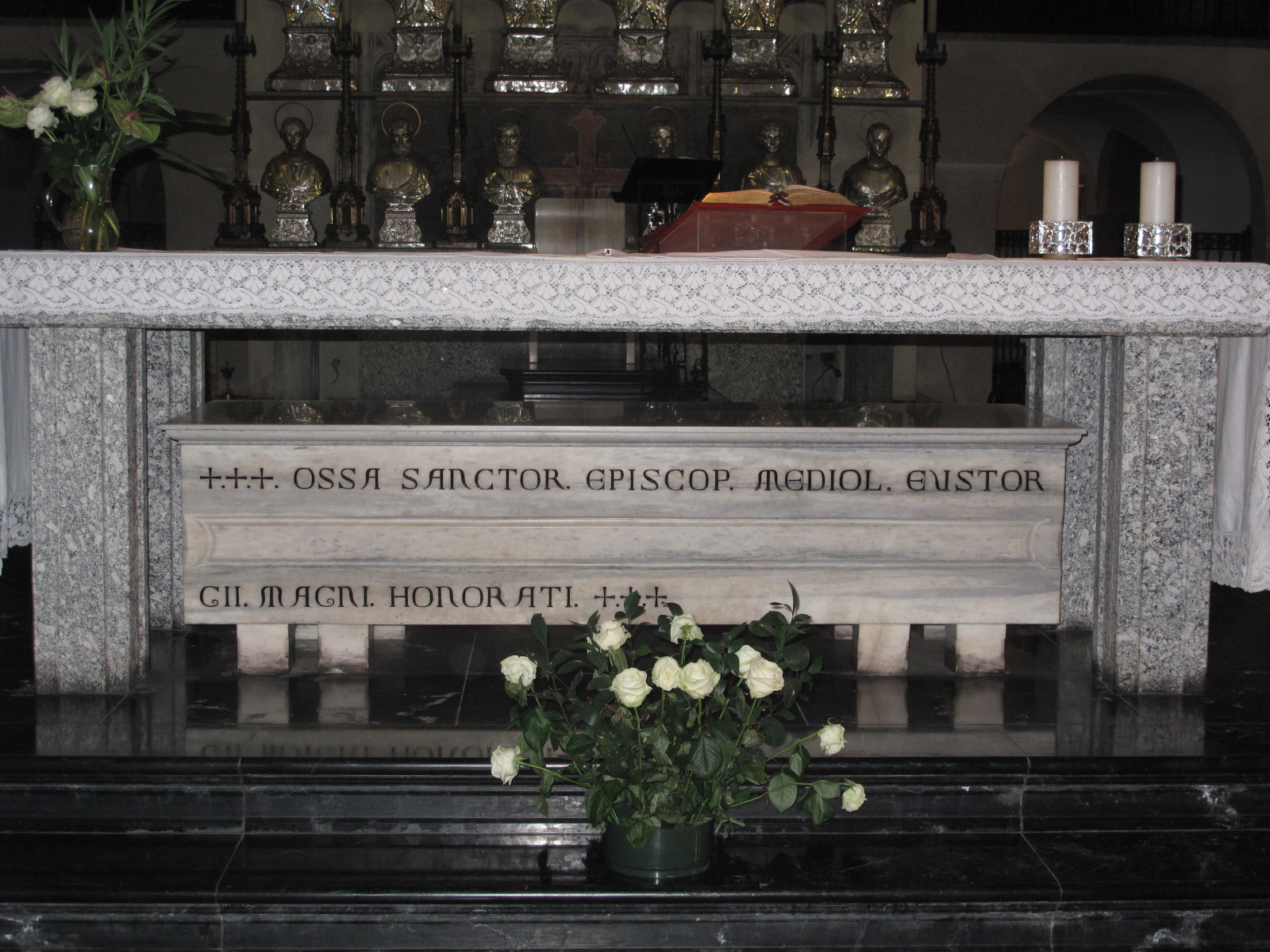
Basilica di Sant'Eustorgio, Milano - Altare principale con il sarcofago contenente le reliquie dei santi vescovi di Milano: Eustorgio I, Magno e Onorato.

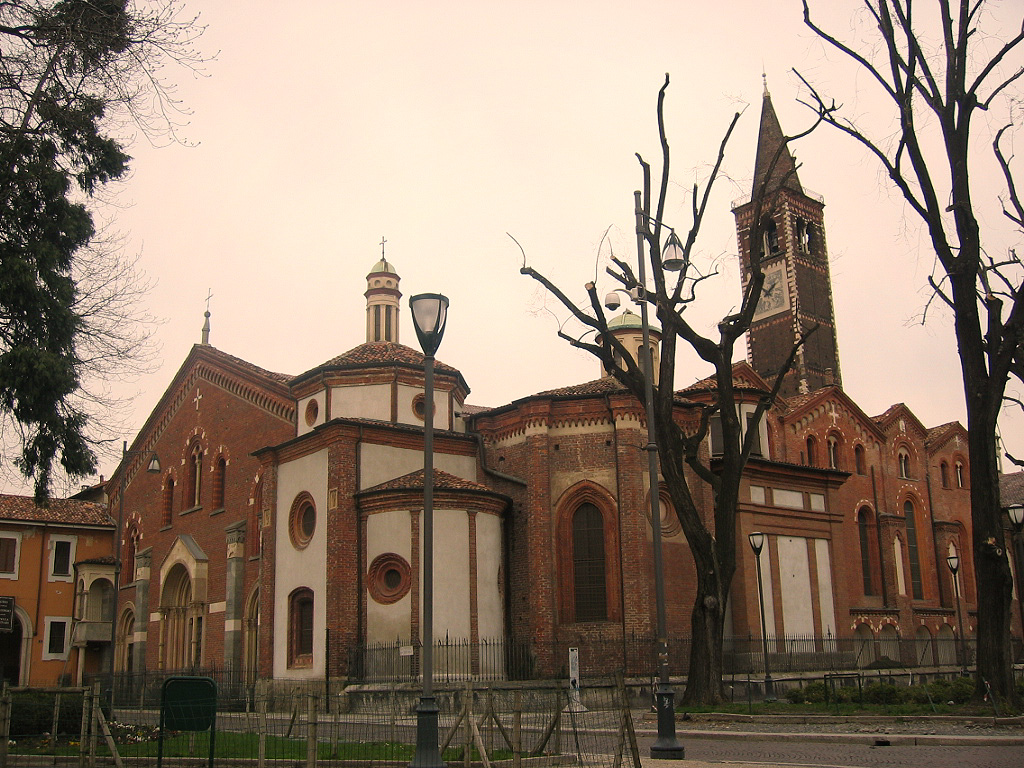
Il lato destro della Basilica di Sant'Eustorgio.

È venerato come santo dalla Chiesa cattolica, che lo ricorda nel martirologio romano il 18 settembre con queste parole: «A Milano, sant’Eustorgio, vescovo, di cui sant’Atanasio loda la professione della vera fede contro l’eresia ariana.»

## Biografia
Non esiste documentazione storica coeva sul vescovo milanese Eustorgio, se non le testimonianze di Ambrogio di Milano e di Atanasio di Alessandria. Nella sua Epistola ad episcopos Aegypti et Libyae, Atanasio menziona il vescovo milanese Eustorgio nel novero dei vescovi de Italia che si fecero garanti della fede nicena contro l'eresia ariana. Ambrogio, nel Sermo contra Auxentius, parla di Eustorgio come di un suo illustre predecessore, al pari di Dionisio e di Mirocle, del quale si considera l'erede spirituale, e lo definisce col titolo di "confessore".
Le fonti storiche non permettono di sapere se i concili di Milano del 345 e del 347/348, dove venne condannato Fotino di Sirmio, si celebrarono all'epoca di Eustorgio o del suo predecessore Protaso.
Non è possibile conoscere il periodo esatto in cui Eustorgio esercitò il suo episcopato. Secondo un antico Catalogus archiepiscoporum Mediolanensium, l'episcopato di Eustorgio si colloca tra quelli di san Protaso, documentato nel 343/344, e di san Dionigi, attestato nel 355. Il medesimo catalogus gli assegna 17 anni di governo, che tuttavia sono un periodo troppo lungo, e lo dice sepolto il 18 settembre in ecclesia sua, ossia nella basilica di Sant'Eustorgio. La data del 18 settembre era già nota al martirologio geronimiano.
A causa dell'incertezza del periodo storico in cui visse, alcune cronotassi tradizionali pongono il suo episcopato tra quelli di Mirocle e di Protaso, assegnandogli come anni di governo il periodo compreso tra il 315 e il 331.
Una silloge medievale del XII secolo riporta un elogio metrico del vescovo Eustorgio, composto verso la fine del IX secolo, che non aggiunge nulla a quel poco che si conosce di questo vescovo, se non che ricevette da un imprecisato imperatore un'enorme urna per la sua sepoltura:
(Corpus Inscriptionum Latinarum 5,2: vol. V, Inscriptiones Galliae Cisalpinae Latinae, edit by Th. Mommsen, pars II, Inscriptiones regionum Italiae undecimae et nonae, 1877, vol. V, p. 621.)

## La leggenda
La sua leggendaria Vita risale forse all'XI secolo e esiste oggi in 20 differenti documenti. La leggenda racconta che Eustorgio, di origini greche, venne inviato a Milano dall'imperatore come governatore della città. Alla morte di Protaso, come poi succederà per sant'Ambrogio, Eustorgio venne scelto unanimemente come nuovo vescovo cittadino. L'eletto si recò allora a Costantinopoli, assieme ai notabili milanesi, per comunicare all'imperatore la sua scelta e ottenerne la conferma, cosa che conseguì senza difficoltà. L'imperatore in questa occasione donò ad Eustorgio un'arca marmorea con le reliquie dei Re Magi, che il vescovo trasferì a Milano e che collocò nella basilica che egli fece costruire, l'odierna basilica di Sant'Eustorgio.
Le reliquie dei Magi vennero prese da Milano dall'imperatore Federico Barbarossa e donate all'Arcivescovo di Colonia, Rainaldo di Dassel, nel 1164. Oggi rimane nella basilica il sarcofago vuoto.

## Il culto
Secondo alcuni autori, il culto verso sant'Eustorgio è antichissimo e risalirebbe al V secolo, assieme a quello nei confronti dei santi vescovi Dionigi, Ambrogio e Simpliciano.
La sua festa liturgica ricorre il 18 settembre. Secondo il Liber notitiae sanctorum Mediolani del XIV secolo, esistevano in quest'epoca cinque chiese milanesi dedicate a sant'Eustorgio, la cui festa è indicata al 19 settembre.